# Krbune
 Krbune  (olaszul: Carbune) falu Horvátországban, Isztria megyében. Közigazgatásilag Pićanhoz tartozik.

## Fekvése
Az Isztriai-félsziget keleti felén, Pazintól 15 km-re keletre, községközpontjától 5 km-re északkeletre fekszik.

## Története
Krbune első írásos említése 1325-ben történt. A település annak megszűnéséig (1788) a pićani püspökség birtoka volt. Papjai gyakran a püspökség általános vikáriusi (püspöki helynök) tisztségét is ellátták. Plébániatemplomát 1694-ben építették a 15. századi régi templom helyén. A településnek 1857-ben 351, 1910-ben 344 lakosa volt. Az első világháború után Olaszország része lett, majd a második világháborút követően Jugoszláviához csatolták. Jugoszlávia felbomlása után 1991-ben a független Horvátország része lett. 1993-ig Labin községhez tartozott, azóta Pićan község része. Lakói a 20. század elejéig főként mezőgazdasággal foglalkoztak, majd a közeli újonnan nyitott bányákban és üzemekben dolgoztak. A falunak 2011-ben 47 lakosa volt.

## Lakosság
| Lakosság változása | Lakosság változása | Lakosság változása | Lakosság változása | Lakosság változása | Lakosság változása | Lakosság változása | Lakosság változása | Lakosság változása | Lakosság változása | Lakosság változása | Lakosság változása | Lakosság változása | Lakosság változása | Lakosság változása | Lakosság változása |
| ------------------ | ------------------ | ------------------ | ------------------ | ------------------ | ------------------ | ------------------ | ------------------ | ------------------ | ------------------ | ------------------ | ------------------ | ------------------ | ------------------ | ------------------ | ------------------ |
| 1857               | 1869               | 1880               | 1890               | 1900               | 1910               | 1921               | 1931               | 1948               | 1953               | 1961               | 1971               | 1981               | 1991               | 2001               | 2011               |
| 351                | 362                | 356                | 335                | 352                | 344                | 0                  | 785                | 237                | 226                | 174                | 123                | 75                 | 58                 | 52                 | 47                 |

## Nevezetességei
- Keresztelő Szent János tiszteletére szentelt plébániatemploma 1694-ben épült a 15. századi régi templom helyén. 1906-ban bővítették, majd teljesen megújították. A templomnak három márvány oltára van. Főoltárán Keresztelő Szent János képe látható. A templomban fennmaradtak az első építési fázisból származó freskók és díszítések, melyek ma nem láthatók.
- A temetőben álló Szent Márton templom 1739-ben épült. Ebből az időből származik márvány oltára és Szent Márton kőből faragott szobra. A templomot 1987-ben részben megújították, új tetőt is kapott, ennek ellenére nagyon rossz állapotban van.